# Fredrik Oldrup Jensen
Fredrik Oldrup Jensen, född 18 maj 1993 i Skien, är en norsk fotbollsspelare som spelar för Vålerenga. Han har även gjort över 100 matcher för Odds BK i norska Tippeligaen.